# Świecino
Świecino (deutsch Schwetzin,  kaschubisch: Swiecëno) ist ein Dorf in der Landgemeinde Krokowa (Krockow), Powiat Pucki (Powiat Putzig),  der polnischen Woiwodschaft Pommern. Zum Ortsamt Świecino gehört ebenfalls die Siedlung Grünthal (poln. Zielony Dół/Zielony Dwór).

## Geographische Lage
Der Ort liegt in der historischen Landschaft Westpreußen, am nördlichen Rand des Darsluber Forstes (poln.: Puszcza Darżlubska), etwa 17 Kilometer nördlich der Stadt Wejherowo (Neustadt in Westpreußen) und sieben Kilometer südlich des Dorfs  Krockow.
Die landwirtschaftlich geprägte, geschlossene Ortschaft in der Kaschubei befindet sich  in der von Hügeln und Seen durchsetzten Moränenlandschaft  Kaschubische Schweiz, die in der Vorzeit  durch den zurückweichenden Ostseegletscher gestaltet worden war. Südwestlich des Orts entspringt die Czernau (poln. Czarna Woda).

## Geschichte

Schwetzin westlich der Danziger Bucht, nördlich von Neustadt in Westpreußen und nordwestlich von Putzig, auf einer Landkarte von 1910.

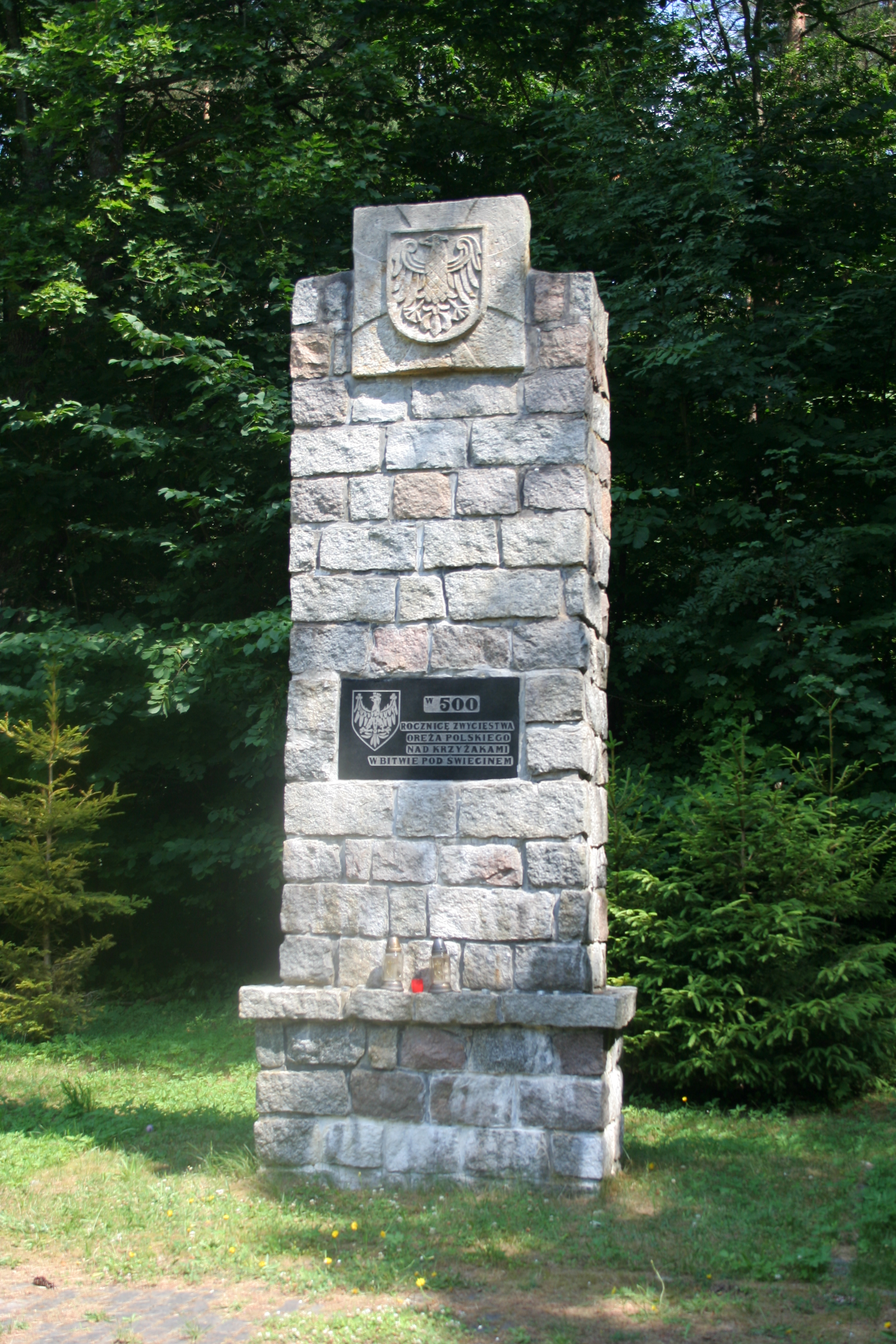
Denkmal zur Erinnerung an die Schlacht bei Schwetzin unweit des heutigen Dorfes.

Im XIII. Jh. war das heutige Dorf noch ein Vorwerk, das damals zum Zisterzienserinnenkloster Zarnowitz (poln. Żarnowiec) gehörte. Im Jahr 1785 wird Sweczin  als ein königliches Erbpachts-Vorwerk  mit sechs Feuerstellen (Haushaltungen) bezeichnet. In den Jahren 1772–1920 und 1939–1942 trug das Dorf den Namen Schwetzin. Von 1942 bis 1945 hieß es  Raueneck.
Am 17. September 1462 fand in der unmittelbaren Umgebung von Schwetzin eine der entscheidenden Schlachten des Dreizehnjährigen Kriegs statt. In der Schlacht bei Schwetzin  trafen  die Truppen des Deutschordens unter Fritz von Raveneck auf die verbündeten Kräfte des Preußischen Bundes, zu dem Danzig und andere westpreußische Städte gehörten, und des  Königreichs Polen  unter de Führung von Piotr Dunin auf einander.  Der Sieg  der Bündnispartner führte  für  rund 300 Jahre  zur Zweiteilung Preußens, in einen autonomen westlichen Teil, der sich freiwillig unter die  Schirmherrschaft der Krone Polens begeben hatte, einerseits und den dem Deutschen Orden verbliebenen östlichen Teil andererseits. Vereinbart wurde diese Zweiteilung im  Thorner Frieden von 1466.
Durch die Erste Teilung Polen-Litauens 1772 wurde das westliche Preußen mit dem Gebiet um Putzig  und Neustadt unter Friedrich II. von Preußen mit dem östlichen Teil des Königreichs Preußen in dem Maße vereinigt. Schwetzin gehörte seither zum preußischen Staat.
Im 19. Jahrhundert wurde hier der Boden parzelliert.
Vor 1919 gehörte Schwetzin zum Kreis Putzig im Regierungsbezirk Danzig der Provinz Westpreußen des deutschen Reichs.
Nach dem Ersten Weltkrieg musste das Dorf aufgrund der Bestimmungen des Versailler Vertrags zum Zweck der Einrichtung des Polnischen Korridors an Polen abgetreten werden, mit Wirkung vom 20. Januar 1920 und ohne Volksabstimmung. Durch den Überfall auf Polen 1939 kam das entnommene Territorium des Polnischen Korridors an das Reichsgebiet zurück. Es wurde dem Reichsgau Danzig-Westpreußen zugeordnet, zu dem Schwetzin bis 1945 gehörte.
Gegen Ende des Zweiten Weltkriegs wurde die Region im Frühjahr 1945 von der Roten Armee besetzt. Soweit die deutschen Einwohner nicht geflohen waren, wurden sie in der darauf folgenden Zeit vertrieben.
In den Jahren 1975–1998 gehörte das Dorf administrativ zur Woiwodschaft Danzig.

## Bevölkerungsentwicklung
| Jahr | Einwohner | Anmerkungen       |
| ---- | --------- | ----------------- |
| 1818 | 52        | [ 7 ]             |
| 1864 | 264       | [ 8 ]             |
| 1871 | 228       | in 24 Wohnhäusern |
| 1905 | 341       | [ 10 ]            |
| 1910 | 287       | [ 11 ]            |
| 2011 | 219       | [ 1 ]             |

## Persönlichkeiten
- Alojzy Budzisz (1874–1934), kaschubischer Volksdichter, Lehrer und Publizist, wurde in Schwetzin  geboren.[12]

## Sehenswürdigkeiten
- Denkmal zur Erinnerung an die Schlacht bei Schwetzin im Jahre 1462 zwischen den Streitkräften des Deutschordens und den verbündeten Kräften der Danziger und des Königreich Polen,[4] errichtet 1962.
- In der Nähe befindet sich ein Naturschutzgebiet „Schwarzwasserquellen“ (poln.: „Źródliska Czarnej Wody“)
- In der Nähe des Dorfes befinden sich die sagenumwobenen Findlinge „Boża Stopka“ und „Teufelsstein“ (poln. „Diabelski Kamień“).[4]
- Südlich vom Dorf befindet sich der 20,8 Hektar große See „Jezioro Dobre“ mit Bootsverleih.
- Im Sommer finden hier regelmäßig Rekonstruktionen der Schlacht bei Schwetzin von 1462 statt.[13]